# ŠK Slovan Bratislava 2025/2026
Tento článek se podrobně zabývá událostmi ve fotbalovém klubu ŠK Slovan Bratislava v období sezony 2025/2026 a jeho působení v 1. lize, domácím poháru a evropských pohárech. Slovanu se v předcházejícím ročníku podařilo získat mistrovský titul a zajistit si tak start ve druhém předkole Ligy Mistrů UEFA, do kterého vstoupil jako nasazený tým.

## Klub

### Vlastník
Klub vstoupil do nového ročníku ve stejné majetkové struktuře.

### Realizační tým
| Post                    | Jméno              |
| ----------------------- | ------------------ |
| Hlavní trenér           | Vladimír Weiss st. |
| Asistenti trenéra       | Boris Kitka        |
| Asistenti trenéra       | Timotej Vajdík     |
| Asistenti trenéra       | Ľuboš Benkovský    |
| Trenéři brankářů        | Martin Krnáč       |
| Trenéři brankářů        | Ján Mucha          |
| Vedoucí mužstva         | Ján Švehlík        |
| Kondiční trenéři        | Roman Švantner     |
| Kondiční trenéři        | Matej Balun        |
| Kustodi                 | Ján Beniak         |
| Kustodi                 | Peter Paulický     |
| Klubové vedení          |                    |
| Prezident klubu         | Ivan Kmotrík st.   |
| Předseda představenstva | Ivan Kmotrík st.   |
| Členové představenstva  | Ivan Kmotrík ml.   |
| Členové představenstva  | Stanislav Strapek  |
| Sportovní ředitel       | Róbert Vittek      |

## Soupiska

### První tým
Pozn.: Vlajky znamenají příslušnost k národnímu týmu, jak ji definují pravidla FIFA. Obecně mohou hráči mít i více občanství souběžně.

Hráči, jejichž jména jsou napsána kurzívou, jsou současnými (2025) reprezentanty svých zemí (někteří pouze v mládežnických kategoriích.)

 - hráč je zraněný nebo nemocný.

Aktuální k datu 19. srpna 2025
| Číslo | Pozice | Nár.                | Hráč                   | Datum narození a věk        | Od roku | Cena         | Smlouva do | Předchozí angažmá           | Typ příchodu     |
| ----- | ------ | ------------------- | ---------------------- | --------------------------- | ------- | ------------ | ---------- | --------------------------- | ---------------- |
| 3     | Z      | Slovensko           | Peter Pokorný          | 8. srpna 2001 (24 let)      | 2025    | Zadarmo      | Léta 2029  | Śląsk Wrocław               | Volný hráč       |
| 4     | O      | Gruzie              | Guram Kašia            | 4. července 1987 (38 let)   | 2021    | Zadarmo      | Léta 2026  | FC Locomotive Tbilisi       | Volný hráč       |
| 5     | Z      | Ghana               | Rahim Ibrahim          | 10. června 2001 (24 let)    | 2025    | —            | Zimy 2028  | AS Trenčín                  | Přestup          |
| 6     | O      | Rakousko            | Kevin Wimmer           | 15. listopadu 1992 (32 let) | 2023    | Zadarmo      | Léta 2026  | SK Rapid Vídeň              | Volný hráč       |
| 7     | Z      | Slovensko           | Vladimír Weiss ml. (C) | 30. listopadu 1989 (35 let) | 2020    | Zadarmo      | Léta 2026  | Al-Gharafa SC               | Volný hráč       |
| 8     | Z      | Slovensko           | Artur Gajdoš           | 20. ledna 2004 (21 let)     | 2024    | 500 tis. € † | Léta 2028  | AS Trenčín                  | Přestup          |
| 9     | Ú      | Ukrajina            | Mykola Kucharevič      | 1. července 2001 (24 let)   | 2025    | † 800 tis. € | Léta 2029  | Swansea City AFC            | Přestup          |
| 10    | Z      | Chorvatsko          | Marko Tolić            | 5. července 1996 (29 let)   | 2023    | † 1 mil. €   | Léta 2026  | GNK Dinamo Záhřeb           | Prestup          |
| 11    | Z      | Arménie             | Tigran Barseghjan      | 22. září 1993 (31 let)      | 2022    | Zadarmo      | Léta 2027  | FC Astana                   | Volný hráč       |
| 12    | O      | Slovinsko           | Kenan Bajrić           | 20. prosince 1994 (30 let)  | 2018    | 600 tis. €   | Léta 2028  | NK Olimpija Lublaň          | Přestup          |
| 13    | Ú      | Slovensko           | David Strelec          | 4. dubna 2001 (24 let)      | 2023    | † 700 tis. € | Léta 2028  | Spezia Calcio               | Přestup          |
| 14    | Ú      | Gambie              | Alasana Yirajang       | 12. listopadu 2004 (20 let) | 2025    | —            | Léta 2030  | FK Železiarne Podbrezová    | Přestup          |
| 16    | Z      | Slovensko           | Maxim Mateáš           | 12. května 2008 (17 let)    | 2024    | ×            | Léta 2026  | Slovan Bratislava U19       | Odchovanec klubu |
| 17    | O      | Česko               | Jurij Medveděv         | 18. června 1996 (29 let)    | 2024    | Zadarmo      | Léta 2027  | PFC Soči                    | Volný hráč       |
| 19    | O      | Kamerun             | Sidoine Fogning        | 14. listopadu 2001 (23 let) | 2025    | ×            | Léta 2026+ | Boavista FC                 | Hostování        |
| 18    | Z      | Slovensko           | Nino Marcelli          | 29. května 2005 (20 let)    | 2022    | ×            | Léta 2027  | Slovan Bratislava U19       | Odchovanec klubu |
| 20    | Z      | Bosna a Hercegovina | Alen Mustafić          | 5. července 1999 (26 let)   | 2024    | —            | Léta 2027  | Odense BK                   | Přestup          |
| 21    | Ú      | Slovensko           | Róbert Mak             | 8. března 1991 (34 let)     | 2024    | Zadarmo      | Léta 2026  | Sydney FC                   | Volný hráč       |
| 23    | O      | Ghana               | Sharani Zuberu         | 7. ledna 2000 (25 let)      | 2023    | Zadarmo      | Léta 2028  | FC DAC 1904 Dunajská Streda | Volný hráč       |
| 26    | Z      | Slovensko           | Filip Lichý            | 25. ledna 2004 (21 let)     | 2019    | ×            | Léta 2026  | Slovan Bratislava U19       | Odchovanec klubu |
| 28    | O      | Panama              | César Blackman         | 2. dubna 1998 (27 let)      | 2023    | Zadarmo      | Léta 2026  | FC DAC 1904 Dunajská Streda | Volný hráč       |
| 31    | B      | Slovensko           | Martin Trnovský        | 7. června 2000 (25 let)     | 2018    | ×            | Léta 2026  | Slovan Bratislava U19       | Odchovanec klubu |
| 44    | B      | Slovensko           | Matúš Macík            | 19. května 1993 (32 let)    | 2025    | —            | Léta 2026  | SK Sigma Olomouc            | Přestup          |
| 57    | O      | Angola              | Sandro Cruz            | 12. května 2001 (24 let)    | 2025    | —            | Léta 2029  | Gil Vicente FC              | Přestup          |
| 71    | B      | Slovensko           | Dominik Takáč          | 12. ledna 1999 (26 let)     | 2024    | Zadarmo      | Léta 2027  | FC Spartak Trnava           | Volný hráč       |
| 77    | Z      | Ukrajina            | Danylo Ignatenko       | 13. března 1997 (28 let)    | 2024    | Zadarmo      | Léta 2027  | FC Girondins de Bordeaux    | Volný hráč       |
| 88    | Z      | Řecko               | Kyriakos Savvidis      | 20. června 1995 (30 let)    | 2023    | Zadarmo      | Léta 2026  | FC Spartak Trnava           | Volný hráč       |
| 97    | Ú      | Ghana               | Kelvin Ofori           | 27. července 2001 (24 let)  | 2025    | Zadarmo      | Léta 2029  | FC Spartak Trnava           | Volný hráč       |

Legenda:  —  = nezveřejněno (dohoda mezi kluby),  †  = odhadovaná cena,  +  = opce na prodloužení smlouvy nebo trvalý přestup

### Změny v kádru v letním přestupovém období 2025
| Odešli z týmu |      |           |                 |                        |                 |
| Číslo         | Poz. | Nár.      | Hráč            | Kam odešel             | Typ             |
| 30            | B    | Slovensko | Andrej Mikoláš  | OFK Malženice          | Konec smlouvy   |
| 25            | O    | Slovensko | Lukáš Pauschek  | MFK Zemplín Michalovce | Konec smlouvy   |
| 2             | O    | Belgie    | Siemen Voet     | TSV 1860 München       | Konec smlouvy   |
| 27            | O    | Slovensko | Matúš Vojtko    | Lechia Gdańsk          | Konec smlouvy   |
| 33            | Z    | Slovensko | Juraj Kucka     | FC Baník Prievidza     | Konec smlouvy   |
| 37            | Z    | Slovensko | Július Szöke    | AEL Limassol           | Přestup         |
| 93            | Ú    | Togo      | Idjessi Metsoko | FC Viktoria Plzeň      | Konec hostování |

| Přišli do týmu |      |           |                   |                          |                        |
| Číslo          | Poz. | Nár.      | Hráč              | Odkud přišel             | Typ                    |
| 57             | O    | Angola    | Sandro Cruz       | Gil Vicente FC           | Přestup                |
| 19             | O    | Kamerun   | Sidoine Fogning   | Boavista FC              | Roční hostování s opcí |
| 26             | Z    | Slovensko | Artur Gajdoš      | AS Trenčín               | Návrat z hostování     |
| 25             | Z    | Slovensko | Filip Lichý       | FK Dukla Praha           | Návrat z hostování     |
| 3              | Z    | Slovensko | Peter Pokorný     | Śląsk Wrocław            | Po skončení smlouvy    |
| 9              | Ú    | Ukrajina  | Mykola Kucharevič | Swansea City AFC         | Přestup                |
| 97             | Ú    | Ghana     | Kelvin Ofori      | FC Spartak Trnava        | Po skončení smlouvy    |
| 14             | Ú    | Gambie    | Alasana Yirajang  | FK Železiarne Podbrezová | Přestup                |

## Střelecká listina
| Poz. | Nár.       | Hráč              | Góly | Liga mistrů UEFA | Niké liga |
| ---- | ---------- | ----------------- | ---- | ---------------- | --------- |
| Ú    | Slovensko  | David Strelec     | 4    | 3                | 1         |
| Z    | Arménie    | Tigran Barseghjan | 2    | 1                | 1         |
| Ú    | Ukrajina   | Mykola Kucharevič | 2    | 1                | 1         |
| Ú    | Slovensko  | Róbert Mak        | 2    | 1                | 1         |
| Z    | Chorvatsko | Marko Tolić       | 1    | 1                |           |
| Z    | Ghana      | Rahim Ibrahim     | 1    |                  | 1         |
| Z    | Ukrajina   | Danylo Ignatenko  | 1    |                  | 1         |
| Z    | Ghana      | Kelvin Ofori      | 1    |                  | 1         |
|      |            | Vlastní           |      |                  |           |
|      |            | Celkem            | 14   | 7                | 7         |

Poslední úprava: 19. srpna 2025

## Zápasy v sezoně 2025/26

### Souhrn působení v soutěžích
| Soutěž             | Fáze startu | Momentální pozice/ kolo | Konečná pozice/ kolo | První zápas       | Poslední zápas |
| ------------------ | ----------- | ----------------------- | -------------------- | ----------------- | -------------- |
| 1. fotbalová liga  | 1. kolo     | 5. kolo                 | 32. kolo             | 26. července 2025 | 2026           |
| Slovenský pohár    | 2. kolo     |                         |                      |                   |                |
| Liga mistrů UEFA   | 2. předkolo |                         | 3. předkolo          | 22. července 2025 | 12. srpna 2025 |
| Evropská liga UEFA | 4. předkolo | 4. předkolo             |                      | 21. srpna 2025    |                |

### Letní přípravné zápasy
| Datum                | Soupeř                    | Místo                 | Výsledek             | Střelci Slovanu                                                              |
| Soustředění Rakousko | Soustředění Rakousko      | Soustředění Rakousko  | Soustředění Rakousko | Soustředění Rakousko                                                         |
| -------------------- | ------------------------- | --------------------- | -------------------- | ---------------------------------------------------------------------------- |
| 23/ 06/ 2025         | CFR Kluž                  | Windischgarsten       | 2-4                  | 41' Marko Tolić, 71' (pen) David Strelec                                     |
| 27/ 06/ 2025         | FK Polissja Žytomyr       | Windischgarsten       | 1-1                  | 35' David Strelec                                                            |
|                      |                           |                       |                      |                                                                              |
| 01/ 07/ 2025         | MFK Dukla Banská Bystrica | Šamorín, Slovensko    | 4-1                  | 12' Eduard Kozyk, 44' Peter Pokorný, 53'Tigran Barseghjan, 57' David Strelec |
| 08/ 07/ 2025         | Wisla Krakov              | Bratislava, Slovensko | 0-1                  |                                                                              |
| 13/ 07/ 2025         | FC Midtjylland            | Bratislava, Slovensko | 1-4                  | 14' Peter Pokorný                                                            |

### Niké liga
| Poř. | Tým                    | Z | V | R | P | VG | OG | B |
| ---- | ---------------------- | - | - | - | - | -- | -- | - |
| 1.   | FC Spartak Trnava      | 3 | 3 | 0 | 0 | 5  | 0  | 9 |
| 2.   | AS Trenčín             | 4 | 3 | 0 | 1 | 5  | 3  | 9 |
| 3.   | ŠK Slovan Bratislava   | 3 | 2 | 1 | 0 | 7  | 3  | 7 |
| 4.   | MŠK Žilina             | 4 | 2 | 1 | 1 | 6  | 4  | 4 |
| 5.   | MFK Zemplín Michalovce | 4 | 2 | 1 | 1 | 7  | 6  | 3 |

Poznámky:
- Z = Odehrané zápasy; V = Vítězství; R = Remízy; P = Prohry; VG = Vstřelené góly; OG = Obdržené góly; B = Body

Legenda:
|  | Postup do nadstavbové skupiny o titul |

| Celkem | Celkem | Celkem | Celkem | Celkem | Celkem | Celkem | Celkem | Doma | Doma | Doma | Doma | Doma | Doma | Doma | Venku | Venku | Venku | Venku | Venku | Venku | Venku |
| Z      | V      | R      | P      | VG     | OG     | GR     | Body   | Z    | V    | R    | P    | VG   | OG   | Body | Z     | V     | R     | P     | VG    | OG    | Body  |
| ------ | ------ | ------ | ------ | ------ | ------ | ------ | ------ | ---- | ---- | ---- | ---- | ---- | ---- | ---- | ----- | ----- | ----- | ----- | ----- | ----- | ----- |
| 3      | 2      | 1      | 0      | 7      | 3      | +4     | 7      | 2    | 2    | 0    | 0    | 5    | 1    | 6    | 1     | 0     | 1     | 0     | 2     | 2     | 1     |

Poslední úprava: 20. srpna 2025

#### Kolo po kole
| Kolo     | 1  | 2  | 3 | 4  | 5 | 6 | 7 | 8 | 9 | 10 | 11 | 12 | 13 | 14 | 15 | 16 | 17 | 18 | 19 | 20 | 21 | 22 | 23 | 24 | 25 | 26 | 27 | 28 | 29 | 30 | 31 | 32 |
| -------- | -- | -- | - | -- | - | - | - | - | - | -- | -- | -- | -- | -- | -- | -- | -- | -- | -- | -- | -- | -- | -- | -- | -- | -- | -- | -- | -- | -- | -- | -- |
| Hřiště   | V  | D  | V | D  | V | D | V | D | V | D  | V  | D  | V  | D  | V  | D  | V  | D  | V  | D  | V  | D  | –  | –  | –  | –  | –  | –  | –  | –  | –  | –  |
| Výsledek | R  | V  | – | V  | – | – | – | – | – | –  | –  | –  | –  | –  | –  | –  | –  | –  | –  | –  | –  | –  | –  | –  | –  | –  | –  | –  | –  | –  | –  | –  |
| Pozice   | 4. | 2. | – | 3. | – | – | – | – | – | –  | –  | –  | –  | –  | –  | –  | –  | –  | –  | –  | –  | –  | –  | –  | –  | –  | –  | –  | –  | –  | –  | –  |

#### Základní část – podzim
| 1. kolo 26. července 2025 | 1. FC Tatran Prešov                     | 2 – 2 | ŠK Slovan Bratislava                   | Štadión Tatran, Prešov                 |  |
| 20:30 SELČ | 33' Martin Regáli 52' Stanislav Olejník |       | 31' Mykola Kucharevič 39' Kelvin Ofori | Diváci: 6 320 Rozhodčí: Peter Kráľovič |  |
| Poznámky: Sestava Slovanu: Trnovský – Lichý, Ignatenko, Cruz – Marcelli (69. Tolič), Mustafič, Savvidis (85. Blackman), Yirajang (69. Weiss ml.) – Ofori (69. Barseghjan), Kucharevič, Mak (C) (69. Ibrahim) |                                         |       |                                        |                                        |  |

| 2. kolo 2. srpna 2025 | ŠK Slovan Bratislava                                                           | 4 – 1 | FK Železiarne Podbrezová | Národný futbalový štadión, Bratislava |  |
| 20:30 SELČ | 10' David Strelec 45' (pen) Tigran Barseghjan 84' Rahim Ibrahim 90' Róbert Mak |       | 33' Matúš Marcin         | Diváci: 6 436 Rozhodčí: Michal Očenáš |  |
| Poznámky: Sestava Slovanu: Takáč – Blackman, Bajrič, Wimmer, Zuberu (46. Cruz) – Savvidis – Ibrahim, Weiss ml. (C) (72. Yirajang) – Barseghjan (86. Mak), Strelec (72. Ignatenko), Marcelli (46. Tolič) |                                                                                |       |                          |                                       |  |

| 3. kolo 28. října 2025     | KFC Komárno | vs. | ŠK Slovan Bratislava | Štadión FC ViOn, Zlaté Moravce |  |
| 18:00 SELČ                 |             |     |                      |                                |  |
| Poznámky: Sestava Slovanu: |             |     |                      |                                |  |

| 4. kolo 16. srpna 2025 | ŠK Slovan Bratislava | 1 – 0 | MFK Skalica | Národný futbalový štadión, Bratislava |  |
| 18:00 SELČ |                      |       |             | Diváci: 4 868 Rozhodčí: Lukáš Dzivjak |  |
| Poznámky: Sestava Slovanu: Macík – Lichý (C), Ignatenko, Fogning – Yirajang (74. Mak), Pokorný, Ibrahim, Zuberu (90. Cruz) – Ofori (74. Tolič), Kucharevič (65. Strelec), Marcelli (65. Barseghjan) |                      |       |             |                                       |  |

| 5. kolo 24. srpna 2025     | MFK Zemplín Michalovce | vs. | ŠK Slovan Bratislava | Mestský futbalový štadión, Michalovce |  |
| 19:00 SELČ                 |                        |     |                      |                                       |  |
| Poznámky: Sestava Slovanu: |                        |     |                      |                                       |  |

| 6. kolo 31. srpna 2025     | ŠK Slovan Bratislava | vs. | FC Košice | Národný futbalový štadión, Bratislava |  |
| 17:00 SELČ                 |                      |     |           |                                       |  |
| Poznámky: Sestava Slovanu: |                      |     |           |                                       |  |

| 7. kolo 13. září 2025      | MŠK Žilina | vs. | ŠK Slovan Bratislava | Štadión pod Dubňom, Žilina |  |
| 18:00 SELČ                 |            |     |                      |                            |  |
| Poznámky: Sestava Slovanu: |            |     |                      |                            |  |

| 8. kolo 20. září 2025      | ŠK Slovan Bratislava | vs. | FC DAC 1904 Dunajská Streda | Národný futbalový štadión, Bratislava |  |
| 18:00 SELČ                 |                      |     |                             |                                       |  |
| Poznámky: Sestava Slovanu: |                      |     |                             |                                       |  |

| 9. kolo 27. září 2025      | AS Trenčín | vs. | ŠK Slovan Bratislava | Štadión na Sihoti, Trenčín |  |
| 18:00 SELČ                 |            |     |                      |                            |  |
| Poznámky: Sestava Slovanu: |            |     |                      |                            |  |

| 10. kolo 4. října 2025     | ŠK Slovan Bratislava | vs. | MFK Ružomberok | Národný futbalový štadión, Bratislava |  |
| 18:00 SELČ                 |                      |     |                |                                       |  |
| Poznámky: Sestava Slovanu: |                      |     |                |                                       |  |

| 11. kolo 18. října 2025    | FC Spartak Trnava | vs. | ŠK Slovan Bratislava | Štadión Antona Malatinského, Trnava |  |
| 15:30 SELČ                 |                   |     |                      |                                     |  |
| Poznámky: Sestava Slovanu: |                   |     |                      |                                     |  |

| 12. kolo 25. října 2025    | ŠK Slovan Bratislava | vs. | 1. FC Tatran Prešov | Národný futbalový štadión, Bratislava |  |
| 15:30 SELČ                 |                      |     |                     |                                       |  |
| Poznámky: Sestava Slovanu: |                      |     |                     |                                       |  |

| 13. kolo 1. listopadu 2025 | FK Železiarne Podbrezová | vs. | ŠK Slovan Bratislava | ZELPO Aréna, Podbrezová |  |
| 15:30 SELČ                 |                          |     |                      |                         |  |
| Poznámky: Sestava Slovanu: |                          |     |                      |                         |  |

| 14. kolo 8. listopadu 2025 | ŠK Slovan Bratislava | vs. | KFC Komárno | Národný futbalový štadión, Bratislava |  |
| 15:30 SELČ                 |                      |     |             |                                       |  |
| Poznámky: Sestava Slovanu: |                      |     |             |                                       |  |

| 15. kolo 22. listopadu 2025 | MFK Skalica | vs. | ŠK Slovan Bratislava | Štadión MFK Skalica, Skalica |  |
| 15:30 SELČ                  |             |     |                      |                              |  |
| Poznámky: Sestava Slovanu:  |             |     |                      |                              |  |

| 16. kolo 29. listopadu 2025 | ŠK Slovan Bratislava | vs. | MFK Zemplín Michalovce | Národný futbalový štadión, Bratislava |  |
| 15:30 SELČ                  |                      |     |                        |                                       |  |
| Poznámky: Sestava Slovanu:  |                      |     |                        |                                       |  |

| 17. kolo 6. prosince 2025  | FC Košice | vs. | ŠK Slovan Bratislava | Košická futbalová aréna, Košice |  |
| 15:30 SELČ                 |           |     |                      |                                 |  |
| Poznámky: Sestava Slovanu: |           |     |                      |                                 |  |

| 18. kolo 13. prosince 2025 | ŠK Slovan Bratislava | vs. | MŠK Žilina | Národný futbalový štadión, Bratislava |  |
| 15:30 SELČ                 |                      |     |            |                                       |  |
| Poznámky: Sestava Slovanu: |                      |     |            |                                       |  |

#### Základní část – jaro
| 19. kolo 7. února 2026     | FC DAC 1904 Dunajská Streda | vs. | ŠK Slovan Bratislava | MOL Aréna, Dunajská Streda |  |
| 15:30 SELČ                 |                             |     |                      |                            |  |
| Poznámky: Sestava Slovanu: |                             |     |                      |                            |  |

| 20. kolo 14. února 2026    | ŠK Slovan Bratislava | vs. | AS Trenčín | Národný futbalový štadión, Bratislava |  |
| 15:30 SELČ                 |                      |     |            |                                       |  |
| Poznámky: Sestava Slovanu: |                      |     |            |                                       |  |

| 21. kolo 21. února 2026    | MFK Ružomberok | vs. | ŠK Slovan Bratislava | Štadión pod Čebraťom, Ružomberok |  |
| 15:30 SELČ                 |                |     |                      |                                  |  |
| Poznámky: Sestava Slovanu: |                |     |                      |                                  |  |

| 22. kolo 22. února 2026    | ŠK Slovan Bratislava | vs. | FC Spartak Trnava | Národný futbalový štadión, Bratislava |  |
| 15:30 SELČ                 |                      |     |                   |                                       |  |
| Poznámky: Sestava Slovanu: |                      |     |                   |                                       |  |

### Liga mistrů UEFA
Hlavní článek: Liga mistrů UEFA 2025/2026

#### Předkola
| 2. předkolo 22. července 2025 | ŠK Slovan Bratislava                                                          | 4 – 0 | HŠK Zrinjski Mostar | Národný futbalový štadión, Bratislava, Slovensko |  |
| 20:15 SELČ | 40' Tigran Barseghjan 42' David Strelec 62' Marko Tolić 90' Mykola Kucharevič |       |                     | Diváci: 18 257 Rozhodčí: Jérémie Pignard         |  |
| Poznámky: Sestava Slovanu: Takáč – Blackman, Bajrič, Kašia, Zuberu (34. Cruz) – Pokorný, Ibrahim (86. Mustafič) – Barseghjan (86. Marcelli), Tolič, Weiss ml. (C) (75. Mak) – Strelec (86. Kucharevič) |                                                                               |       |                     |                                                  |  |

| 2. předkolo odveta 29. července 2025 | HŠK Zrinjski Mostar                         | 2 – 2 | ŠK Slovan Bratislava   | Stadion pod Bijelim Brijegom, Mostar, Bosna a Hercegovina |  |
| 21:00 SELČ | 72' (pen) Nemanja Bilbija 76' Jakov Pranjić |       | 80', 87' David Strelec | Diváci: 4 100 Rozhodčí: Arda Kardeşler                    |  |
| Poznámky: Sestava Slovanu: Takáč – Blackman, Bajrič, Kašia, Cruz – Pokorný (65. Ignatenko), Ibrahim – Barseghjan (86. Mak), Tolič (86. Mustafič), Weiss ml. (C) (65. Marcelli) – Kucharevič (65. Strelec) |                                             |       |                        |                                                           |  |

| 3. předkolo 6. srpna 2025 | FK Kajrat Almaty          | 1 – 0 | ŠK Slovan Bratislava | Centrální stadion v Almaty, Almaty, Kazachstán |  |
| 17:00 SELČ | 90' (pen) Dastan Satpayev |       | 65' Rahim Ibrahim    | Diváci: 22 800 Rozhodčí: Serdar Gözübüyük      |  |
| Poznámky: Sestava Slovanu: Takáč – Blackman, Bajrič, Kašia, Cruz – Pokorný – Tolič (82. Ignatenko), Ibrahim – Barseghjan (90. Wimmer), Strelec (82. Kucharevič), Weiss ml. (C) (78. Yirajang) |                           |       |                      |                                                |  |

| 3. předkolo odveta 12. srpna 2025 | ŠK Slovan Bratislava | 1 – 1 pen                                                              | FK Kajrat Almaty | Národný futbalový štadión, Bratislava, Slovensko |  |
| 20:15 SELČ | 30' Róbert Mak       |                                                                        |                  | Diváci: 21 005 Rozhodčí: Benoît Bastien          |  |
| Poznámky: Sestava Slovanu: Takáč – Blackman (91. Mustafič), Kašia, Wimmer, Cruz (86. Pokorný) – Barseghjan, Tolič, Bajrič, Weiss ml. (C) (64. Ignatenko) – Mak (75. Marcelli, 117. Yirajang), Strelec (106. Kucharevič) \| \| \| Penaltový rozstřel \| \| \| Marko Tolić Peter Pokorný Mykola Kucharevič Alen Mustafić Tigran Barseghjan \| 4 – 2 \| Valery Gromyko Alyaksandr Martynovich Ricardinho Egor Sorokin Jorginho \| \| |                      |                                                                        |                  |                                                  |  |
| |                      | Penaltový rozstřel                                                     |                  |                                                  |  |
| Marko Tolić Peter Pokorný Mykola Kucharevič Alen Mustafić Tigran Barseghjan | 4 – 2                | Valery Gromyko Alyaksandr Martynovich Ricardinho Egor Sorokin Jorginho |                  |                                                  |  |

### Evropská liga UEFA
Hlavní článek: Evropská liga UEFA 2025/2026
| 4. předkolo 21. srpna 2025 | ŠK Slovan Bratislava | vs. | BSC Young Boys | Národný futbalový štadión, Bratislava, Slovensko |  |
| 20:15 SELČ                 |                      |     |                |                                                  |  |
| Poznámky: Sestava Slovanu: |                      |     |                |                                                  |  |

| 4. předkolo odveta 28. srpna 2025 | BSC Young Boys | vs. | ŠK Slovan Bratislava | Stadion Wankdorf, Bern, Švýcarsko |  |
| 20:00 SELČ                        |                |     |                      |                                   |  |
| Poznámky: Sestava Slovanu:        |                |     |                      |                                   |  |

### Slovenský pohár
| 2. kolo 2025               | [[]] | vs. | ŠK Slovan Bratislava | [[]], [[]] |  |
| SELČ                       |      |     |                      |            |  |
| Poznámky: Sestava Slovanu: |      |     |                      |            |  |